# 110 de la Verge
110 de la Verge (110 Virginis) és un estel en la constel·lació de la Verge situat gairebé en el límit amb Serpens Caput. Té magnitud aparent +4,40 i es troba a 184 anys llum del sistema solar.
110 de la Verge és un gegant taronja de tipus espectral K0.5IIIb amb una temperatura superficial de 4700 K. La seva lluminositat és 79 vegades major que la del Sol i té un radi 13 vegades més gran que el radi solar. És un estel de característiques semblants a altres gegantes taronges més conegudes com a Menkent (θ Centauri), Nash (γ² Sagittarii) o α Monocerotis, tots ells més brillants per estar més prop de la Terra. La velocitat de rotació de 110 Virginis és de 2,24 km/s. Classificat com un possible estel variable (NSV 20230), estudis subsegüents no han confirmat aquesta variabilitat.
Les variacions en la velocitat radial de 110 de la Verge mostren una periodicitat de 512 dies, si bé no és possible distingir si aquesta variació és deguda a mecanismes intrínsecs (polsacions del propi estel) o extrínsecs (presència d'un company subestel·lar).